# Neuapostolische Kirche Südafrika
Die Neuapostolische Kirche Südafrika (englisch New Apostolic Church Southern Africa) war von 1913 bis 2016 ein Verwaltungsbezirk der Neuapostolischen Kirche, der sich um die Betreuung der Mitglieder in Gebieten Südafrikas, Namibias sowie auf St. Helena und den Falklandinseln kümmert. Letzter Kirchenpräsident war bis zum 18. Dezember 2016 der Bezirksapostel Noel E. Barnes der an selbigem Datum in Silvertown in den Ruhestand versetzt wurde. Am selben Tag wurde die Gebietskirche Südafrika (Cape) mit Südostafrika zusammengeführt und die Neuapostolische Kirche Südliches Afrika gegründet.

## Gebietskirche
Neben dem Bezirksapostel betreuten 11 Apostel und 22 Bischöfe die Gläubigen in diesem Bereich.
Die Gebietskirche teilte sich auf folgende Regionen auf:
- Eastern Cape
- Northern Cape
- Western Cape
- Namibia
- St Helena Island
- Falkland Island

## Einrichtungen
Die Gebietskirche Südafrika verfügt seit 2010 über das eigene Fernsehprogramm NAC TV. Auf einem Gemeinschaftssender Cape TV hat die Gebietskirche Sendezeiten, die mit christlichen Inhalten, wie zum Beispiel Konzerten der Kirchenchöre, Ansprachen des Bezirksapostels oder Dokumentationen, gefüllt werden.
Des Weiteren wird eine Kirchenzeitschrift für Afrika verbreitet: African Joy. Diese wird in den vier Gebietskirchen Ost-Afrika, Sambia, Südost-Afrika und Südafrika verteilt. Die Zeitschrift erscheint in 17 verschiedenen Sprachen und mit einer Auflage von 655.000 Stück.